# Michael Rasmussen

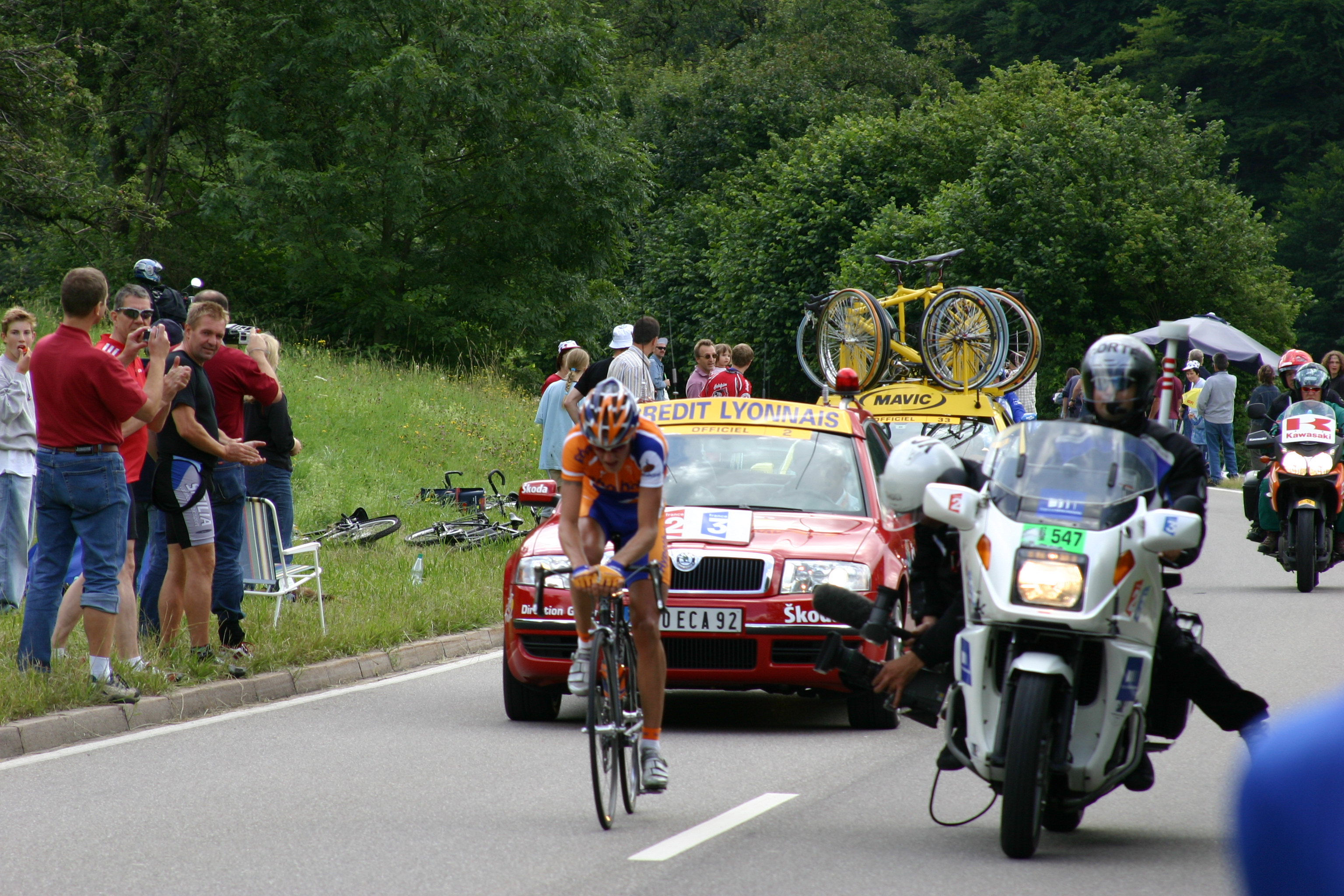
Rasmussen bei Bad Herrenalb auf der 8. Etappe der Tour de France 2005

Michael Rasmussen (* 1. Juni 1974 in Tølløse, heute zu Holbæk gehörend, Dänemark) ist ein ehemaliger dänischer Radrennfahrer und heutiger Sportkommentator.

## Karriere

### Erste Erfolge
Rasmussen begann seine sportliche Karriere auf dem Mountainbike und wurde 1992 dänischer Juniorenmeister, 1996 dänischer Meister und 1999 Weltmeister in der Disziplin Cross Country. Wenige Zeit später wechselte er zum Straßenradsport und bestritt seine erste Saison beim Team Volksbank. Ab 2001 fuhr er beim Team CSC-Tiscali und wechselte 2003 zum Team Rabobank. In den Jahren 2003 und 2004 gelangen ihm erste Erfolge durch den Gewinn einer schweren Bergetappe bei der Vuelta a España bzw. durch einen Etappensieg und den Gewinn der Bergwertung bei der Dauphiné Libéré.

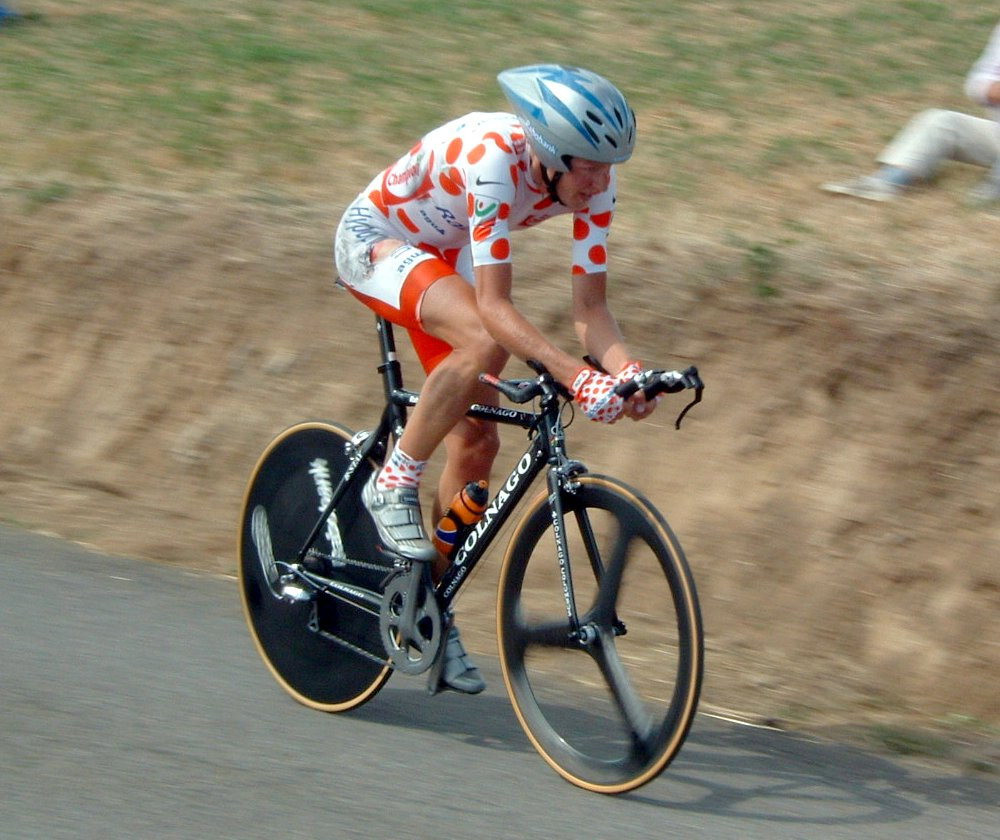
Rasmussen mit Abschürfungen auf der 20. Etappe der Tour de France 2005

Der Durchbruch gelang Michael Rasmussen bei der Tour de France 2005, bei der er seine Fähigkeiten als Kletterspezialist und erstmals auch als Klassementfahrer unter Beweis stellte. Durch einen überlegenen Sieg auf der neunten Etappe der Tour de France 2005 fuhr Rasmussen sechs Minuten Vorsprung auf den Favoriten Lance Armstrong heraus und rückte in der Gesamtwertung bis auf 38 Sekunden an den Amerikaner heran. Beim Einzelzeitfahren in der vorletzten Etappe stürzte Rasmussen gleich zweimal, kam fast acht Minuten nach dem Tagessieger Lance Armstrong ins Ziel und musste alle Hoffnungen auf einen Platz unter den besten drei der Gesamtwertung aufgeben. Dennoch erreichte Rasmussen Paris als Siebter in der Gesamtwertung und als Träger des Gepunkteten Trikots des Siegers in der Bergwertung. Seine Platzierung in der Gesamtwertung wurde 2012, nach der Doping-Verurteilung Jan Ullrichs, nachträglich auf Rang sechs verbessert.
Bei der Tour de France 2006 sammelte Rasmussen auf den ersten Bergetappen Punkte für die Bergwertung und arbeitete viel für seinen Kapitän Denis Menschow. Rasmussens Augenmerk lag diesmal nicht auf dem Gesamtklassement, sondern auf dem Gepunkteten Trikot. Sein großer Rückstand auf die Favoriten brachte ihn in die günstige Lage, schon früh auf einer Etappe attackieren zu können. Auf der 16. Etappe, die direkt nach dem Start mit dem knapp 40 Kilometer langen Anstieg auf den Col du Galibier begann, attackierte Rasmussen schon nach wenigen Kilometern gemeinsam mit Tadej Valjavec und Sandy Casar. Am zweiten Anstieg des Tages setzte sich Rasmussen von seinen Begleitern ab, konnte einen Vorsprung von 1:41 Minuten ins Ziel retten und so seinen zweiten Etappensieg nach 2005 bei der Tour feiern und das Gepunktete Trikot übernehmen. Er gewann auch die Sonderwertung Souvenir Henri Desgrange.

### Tour de France 2007 und Dopingsperre
Bei der Tour de France 2007 gewann Rasmussen die achte Etappe, eine Bergetappe. Danach lag er im Gesamtklassement in Führung und trug das Gelbe Trikot. Bis zur 16. Etappe, die er ebenfalls gewann, führte er auch in der Bergwertung.
Während der Tour 2007 wurde bekannt, dass Rasmussen vom dänischen Radsportverband für Einsätze der Nationalmannschaft bei der Straßen-Radweltmeisterschaft 2007 und den Olympischen Spielen 2008 suspendiert worden war. Er hatte den Dopingkontrolleuren entgegen seiner Verpflichtung als professioneller Radrennfahrer mehrere Male seine Trainingsorte verschwiegen. Er selbst gab auf einer Pressekonferenz nach der 12. Etappe zu, deswegen zwei Verwarnungen des Weltverbandes UCI und eine des dänischen Radsportverbandes DCU erhalten zu haben. Nach den Antidopingregeln ist ein Fahrer wegen Dopingvergehen zu einer zweijährigen Sperre zu verurteilen, wenn er drei Dopingkontrollen binnen 18 Monaten verpasst. Tour-Direktor Christian Prudhomme sah allerdings keine ausreichenden Gründe, die Sanktionen während der Tour rechtfertigen würden. Am Abend des 20. Juli wurde bekannt, dass Rasmussen in den letzten eineinhalb Jahren insgesamt sogar vier Verwarnungen, zwei von der UCI und zwei vom dänischen Radsportverband, erhalten hatte.
Zudem machte am 20. Juli 2007 der amerikanische Mountainbike-Fahrer Whitney Richards bekannt, dass er im März 2002 für Rasmussen eine Schachtel mit Radsportschuhen nach Italien transportieren sollte. Er habe jedoch 14 Infusionsbeutel mit der Aufschrift „Biopure“ darin gefunden und daraufhin den Arzt Taro Smith zu Rate gezogen, der vermutete, dass es sich um Hemopure handele. Im Zuge der Bekanntgabe der Ereignisse bestätigt Taro Smith diese Angaben. Er habe dann die Infusionsbeutel ausgeleert. Rasmussen sei, als er das erfuhr, wütend geworden und habe seither nicht mehr mit ihm gesprochen. Rasmussen äußerte zu den Vorwürfen bisher nur, dass er das nicht bestätigen könne, Richards jedoch namentlich kenne.
Während der 16. Etappe der Tour 2007 wurde Rasmussen von Zuschauern angefeindet und schließlich am 25. Juli 2007 von seinem Team Rabobank als Gesamtführender aus der Tour genommen und mit sofortiger Wirkung aus der Mannschaft entfernt. Begründet wurde dies von einem Rabobank-Sprecher mit der Missachtung der Teamregeln. Der Teamsponsor, die niederländische Bank Rabobank, erklärte in einer Pressemeldung, er sei schockiert und sehr enttäuscht über die Tatsache, dass Rasmussen über seinen Aufenthaltsort gelogen habe. Grundlage war die Aussage des italienischen Exprofis und TV-Journalisten Davide Cassani, der im italienischen Fernsehen erklärte, dass er Rasmussen im Frühjahr des Jahres im Trentino habe trainieren sehen, wohingegen dieser gegenüber dem Team angegeben hatte, zu dieser Zeit in Mexiko zu sein.
Im September 2007 wurde bekannt, dass gleich in mehreren seiner Urinproben aus der Zeit der Tour de France 2007 das Präparat Dynepo durch das Doping-Labor in Châtenay-Malabry nachgewiesen werden konnte. Die Welt-Anti-Doping-Agentur (WADA) hatte die Nachweismethode für Dynepo allerdings noch nicht autorisiert. Daher war der positive Befund juristisch nicht verwertbar.
Im Juli 2008 verhängte der monegassische Radsportverband über Rasmussen eine zweijährige Sperre, die rückwirkend ab dem 25. Juli 2007 in Kraft trat.
Rasmussen klagte gegen seine Entlassung durch das Team Rabobank und errang einen Teilerfolg. Ein Gericht erachtete im Sommer 2008 die Entlassung als rechtens, beanstandete aber, dass diese fristlos erfolgte. Ihm wurde eine Entschädigung von 700.000 Euro zugesprochen, deutlich weniger als die von ihm geforderten 5,5 Millionen. In einer Berufungsverhandlung im Juni 2013 wurde entschieden, dass Rasmussen 665.000 € der 700.000 € zu Unrecht erhalten habe und diese zurückzahlen müsse. Im September 2013 legte Rasmussen Berufung gegen das Urteil ein.

### Comeback, Dopinggeständnis und Karriereende
Nach Ablauf seiner Dopingsperre kehrte Rasmussen im Oktober 2009 für das kleine mexikanische Team Tecos de la Universidad Autónoma de Guadalajara in den Radsport zurück. Bei seinem ersten Rennen, der Vuelta a Chihuahua in Mexiko gewann er den Prolog. Weiterhin erklärte Rasmussen am 5. Oktober 2009, die mexikanische Staatsbürgerschaft beantragen zu wollen und für Mexiko bei der WM 2010 starten zu wollen.
In der Saison 2010 startete Rasmussen für das Team Miche, konnte aber keine großen Erfolge erreichen.
Am 9. Dezember 2010 gab Rasmussen zusammen mit Christina Hembo, Uhrenhändlerin aus London, auf einer Pressekonferenz die Gründung des neuen Continental Teams Christina Watches-Onfone bekannt. Rasmussen sollte als Kapitän fungieren und das Team um ihn aufgebaut werden. Bei Christina Watches-Onfone erzielte Rasmussen Siege in einigen kleineren Rennen, u. a. bei der Serbien-Rundfahrt oder dem Ringerike Grand Prix.
Im Juni 2010 gab die Wiener Staatsanwaltschaft bekannt, dass ein Strafverfahren gegen Rasmussen eingestellt werde. Zwar stand für die Anklagebehörde außer Frage, dass Rasmussen zusammen mit Bernhard Kohl und dem Skilangläufer Christian Hoffmann sich am Kauf einer Blutzentrifuge durch Kohls Manager Stefan Matschiner beteiligt hatte, jedoch waren den drei Sportlern nach Inkrafttreten des österreichischen Antidoping-Gesetzes im August 2008 „keine Beitragshandlungen“ zum Blutdoping nachzuweisen.
Am 31. Januar 2013 legte Rasmussen ein umfangreiches Doping-Geständnis ab, in dem er klarstellte, von 1998 bis 2010 nahezu ununterbrochen verbotene leistungssteigernde Substanzen eingenommen zu haben, und beendete seine Karriere.
Rasmussen ist für das dänische Fernsehen als Sportkommentator tätig.

## Erfolge
2001
- eine Etappe Jadranska Magistrala

2002
- eine Etappe Burgos-Rundfahrt

2003
- eine Etappe Vuelta a España

2004
- eine Etappe Critérium du Dauphiné Libéré

2005
- eine Etappe und Bergwertung Tour de France

2006
- eine Etappe und Bergwertung Tour de France

2007
- zwei Etappen Tour de France

2009
- Prolog Vuelta a Chihuahua

2011
- eine Etappe Serbien-Rundfahrt

2012
- Ringerike Grand Prix
- Mannschaftszeitfahren Tour of China I